# 막숙

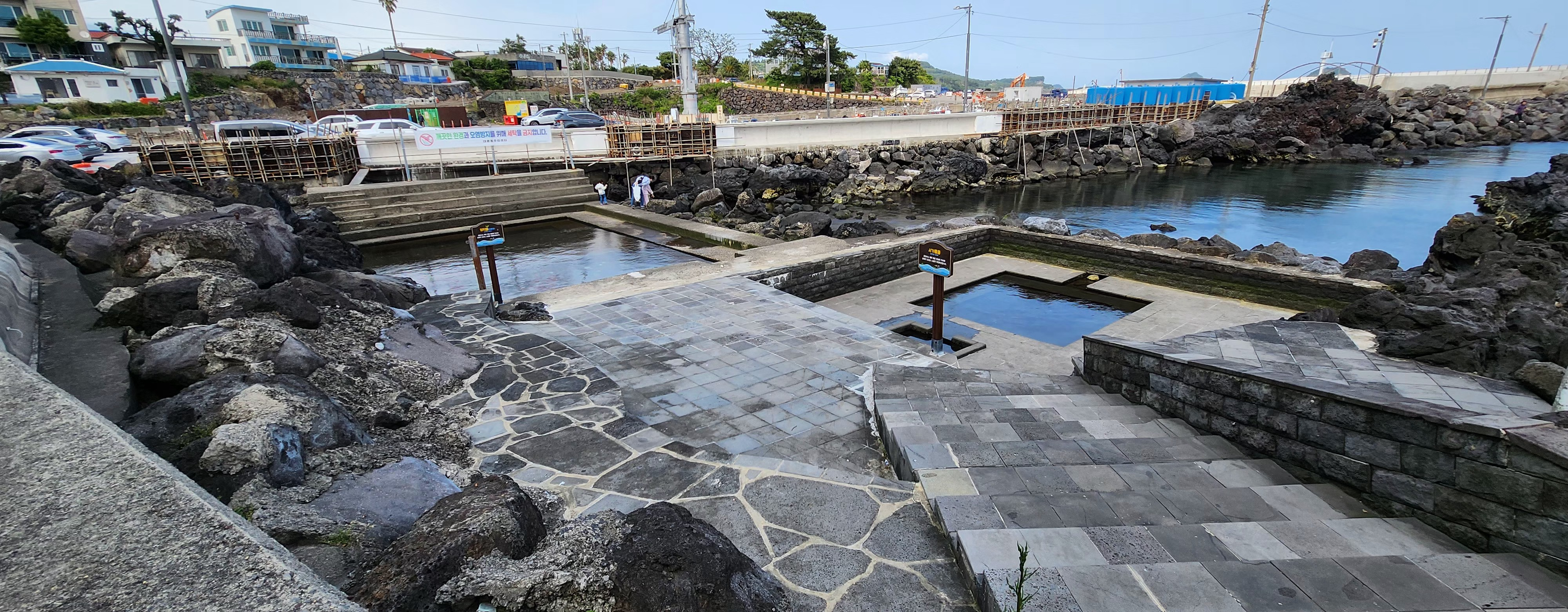
막숙의 전체적인 모습이다.

## 정의
제주특별자치도 서귀포시 법환동에 있는 용천수.

## 위치
도로명 주소: 제주특별자치도 서귀포시 막숙포로37번길 2
지번: 제주특별자치도 서귀포시 법환동 287-3

## 막숙의 특징
막숙물은 큰 바위 킽에서 솟아나는 용천수라는 이름에 걸맞게 차가운 수온(16~18도)과 민물이라는 특징이 있다. 
생활용수로 주로 쓰이고, 여름철에는 차가운 수온 때문에 물놀이 장소로 인기가 많다.
동가름물이라고도 하며, 50~60m의 거리를 두고 서쪽에는 서가름물이 있다. 동가름물[동쪽 마을의 물]과 서가름물[서쪽 마을의 물]을 총칭해서 부르는 명칭이기도 하다.
깨끗한 용수인 만큼 민물고기도 서식하고 있다.

## 명칭의 유래
막숙물의 ‘막숙(幕宿)’은 목호의 난 때 최영 장군이 도망간 목호들을 토벌하기 위해 지금의 법환동 포구에서 대치하며 군사용 막사를 치고 숙영했다는 데서 붙여진 이름이다. 
따라서 ‘막숙물’은 “군사용 군막을 치고 숙영했던 부근에서 솟아나는 물”이라는 뜻에서 붙여진 것이다.

## 최영 장군과 관련된 일화
최영 장군의 이름을 딴 최영로(약 0.972km 구간)는 목호의 난 당시 고려군과 목호군의 마지막 격전지로 알려져 있으며, 막숙포로(약 1.674km 구간)는 고려군이 법환포구에서 머물렀던 곳이다. 목호는 고려시대 제주에서 말을 기르는 몽골인을 뜻한다.
칭기즈 칸의 손자이며 몽골제국의 제5대 대칸(大汗)으로 즉위한 쿠빌라이가 세운 원(元)나라는 탐라(耽羅)를 근거지로 항쟁을 벌였던 삼별초 군을 1273년(원종 14년) 진압한다. 이어 원은 이 곳에 ‘탐라국초토사(耽羅國招討司)’라는 직할 관청을 세워 제주도를 통치하기 시작했고, 몇 년 뒤 이곳을 군민도다루가치총관부(軍民都達魯花赤總管府)로 이름을 바꾼다.
고려 충렬왕 2년째인 1276년. 원은 탐라에 목마장(牧馬場)을 만든 뒤, 몽골인 목자(牧者)를 보내 자신들의 나라에서 가져온 말을 기르게 했다. 그러다 1295년 탐라가 고려에 귀속되면서, 이름이 제주(濟州)로 바뀌고 목사(牧使)와 판관(判官)을 파견했다. 하지만 이때까지도 원나라의 간섭에서 완전히 벗어나지는 못한 것으로 전해진다.

1368년 중국 역대 왕조 중 하나로 손꼽히는 주원장(朱元璋)이 원나라를 몰아내고, 명(明)나라를 세우게 된다. 명나라는 공민왕 19년인 1370년, 고려와 국교(國交)를 맺는다. 당시 고려가 명나라에게 보낸 ‘탐라계품표(耽羅計稟表)'를 보면 "탐라의 통치권은 고려에 속한다." 몽고인이 목양하던 말은 제주관원의 책임 아래 기른 뒤 바친다 등의 내용이 있다.
이에 주원장은 “탐라의 통치권은 당연히 고려에 속한다. 몽골의 말은 제주인이 관리하라”며 “그 대신, 지금 있는 말들 가운데 좋은 말 2000필을 우리에게 바치라”고 명령한다. 고려는 명나라와의 약속을 이행하기 위해 1372년 3월, 말을 뽑기 위한 관원인 예부상서(禮部尙書) 오계남(吳季男), 비서감(秘書監) 유경원(劉景元)을 제주에 파견한다. 오계남은 해상에 왜구가 출몰하니 궁병 425명에게 해상 호송을 경계하도록 하고, 유경원은 목사 이용장, 권만호 안방언 등과 함께 말을 징발하기로 했다.
그러나 몽골인 목호들인 석가을비(石加乙非) 초고도보개(肖古道甫介) 등은 이에 불응, 유경원·이용장·안방언 등을 죽이고 상륙한 궁병 300여명도 살해했다. 이 까닭에 오계남은 상륙도 못하고 급히 돌아가서 목호의 반란을 공민왕에게 아뢴것으로 전해진다.
하지만 1374년 주원장은 예부주사(禮部主事) 임밀(林密)과 자목대사(?牧大使) 채빈(蔡斌)을 고려로 보내, 말 2000필을 보낼 것을 독촉한다. 이에 공민왕은 사람을 제주로 보내 말을 징발하고자 했지만, 몽골인 목호들이 “우리 세조황제가 기른 말을 어찌 명나라에 바치겠느냐”며 단지 말 300필을 내놓은 것으로 알려졌다.
이에 격분한 공민왕은 최영 장군에게 몽골인 목호들을 토벌하도록 지시했다. 공민왕은 최영 장군을 필두로 염흥방(廉興邦)을 도병마사(都兵馬使)로, 이희필(李希泌)을 양광도상원수(楊廣道上元帥), 임견미(林堅味)를 부원수(副元帥), 지윤(池奫)을 경상도상원수(慶尙道上元帥)등으로 삼아 1374년 8월 14일 전쟁에 쓰는 배 314척과 정예군졸 2만5650여명을 거느리고 전남 진도를 출발했다. 출정군 말고도 예비부대가 경기와 충청 등의 지역에 따로 주둔했다는 이야기도 있다.

제주로 오던 출정군은 역풍을 만나 8월 28일까지 소한도와 보길도에서 머물다가 바다로 나갔는데, 이번에는 모진 바람을 만나 배 30척이 파손되자 추자도로 가게 됐다. 이 곳에서 순풍을 기다린 최영 장군은, 제주시 한림읍 명월포에 닻을 내린다. 최영 장군은 전 제주목사 박윤청(朴允淸)을 몽골인 목호들에게 보내 왕지문서(王旨文書)를 전하고 귀순할 것을 요구했지만, 이들은 문서를 찢어버리고 선발대로 상륙한 11명의 군인과 목사 이하생도 살해한 뒤, 완강히 저항했다.
이 사건을 계기로, 출정군은 어름비(애월읍 어음리)~밝은오름(한림읍 상명리)~금물오름(한림읍 금악리)~새별오름(애월읍 봉성리)~예래동(서귀포시 예래동)~홍로(서귀포시 동·서홍동)에서 몽골인 목호들을 격퇴한다.
이 당시 몽골인 목호들도 제주출정군에 맞설 태세를 갖추고 있었다. 목호의 수뇌부로 알려진 석질리필사(石迭理必思)·초고독불화(肖古禿不花)·관음보(觀音保) 등은 3만8830여명과 함께 제주 한림읍 명월포에 포진해있었다고 한다. 치열한 전투가 계속 진행되고, 서귀포시 법환동으로 후퇴 한 몽골인 목호들은 최후의 결전지인 ‘범섬’으로 들어갔다고 한다. 바로 이 곳이 지금의 ‘최영로’다.

범섬 앞 법환포구에 군막을 친 최영의 군대는 지금의 '막숙포로'에서 공격방법을 찾는다. 작은 섬이지만, 해안에서 1.3km나 떨어져 있고 배를 붙일 곳 하나 없어 절벽으로 둘러싸인 섬을 공략하기가 쉽지만은 않았다. 최영 장군은 배 40척을 몰고 범섬 주변을 에워싼 뒤, 목호들을 압박했다. 이 과정에서 다양한 일화가 전해지고 있다. 최영 장군이 범섬을 공격하기 위해 배를 연이어 묶어 다리로 사용했다는 이야기와, 범섬 사방이 절벽으로 돼있어 상륙하기가 힘들자 많은 연에 불을 달아서 공격했다는 설(說)도 있다.
수뇌부는 전투에 밀리자 석질리필사는 항복하고, 초고독불화와 관음보는 벼랑에서 몸을 던져 자살한 것으로 알려졌다. 하지만 최영 장군은 석질리필사를 죽인것도 모자라 그의 아들 3명의 목을 베고, 자살한 이들의 시신을 찾아내 목을 베어 개경(開京)으로 보냈다고 한다. 그렇게 한 달에 걸친 전쟁은 드디어 끝이 난다.

## 막숙의 모습
막숙물은 물이 흘러나오는 큰 바위를 중심으로 물이 앞쪽[바닷가] 방향으로 모일 수 있도록 일단 시멘트로 고정한 다음, 흘러나온 물이 다시 직사각형의 시멘트 구조물 안에 고이도록 하였다. 
최근에는 물 주변의 상부에 목조 지붕을 설치했으며, 또 북쪽의 주택가 방향으로는 사람들의 시선을 피할 수 있도록 콘크리트 담장을 설치하였다.
여름철에는 뜨거운 햇빛을 피하도록 검정색 천막을 설치한다.
언제 버려졌는지 모르는 전복 껍질이 많이 가라앉아 있다.

## 막숙의 용천수로써의 특징
용천수란 대수층을 따라 흐르는 지하수가 암석이나 지층의 틈을 통해 지표면으로 자연스럽게 솟아나는 물(지하수)을 일컫는 말이다. 흔히, 용천수는 우리가 알고 있는 샘, 산물과 동일하다. 우물의 경우 땅속에 있는 얕은 지하수를 사람들의 땅을 파서 인위적으로 만들어 사용하는 것이고, 산물(샘)란 산에서 물이 저절로 솟아 나오는 물을 말한다. 하지만, 제주도에서는 전반적으로 해안에서 솟아나는 물 역시도 산물이 부름 물의 속성을 솟아나는 지점을 기준이 아니라 그 발원지를 기준으로 말한다.
여기서 막숙의 용천수로써 가지는 특징은 막숙물(동가름물)과 서가름물은 모두가 자연 암반 밑에서 흘러나오는 용천수로, 두 용천수는 법환동 포구를 사이에 두고 동서로 떨어져 있으며, 주변에는 택지도 동서로 이어져 있다. 물이 흘러나오는 지점은 표고 1m 정도이기 때문에 밀물 때 해수의 영향을 많이 받는다.
수온은 여름에도 17~18도 정도를 유지하는 편이다. 땅 밑에서 솟아나는 물이다 보니 굉장히 차갑고 깨끗한 물을 볼 수 있다.

## 막숙 주변 인프라
바로 인근에 규모가 꽤 큰 주차장이 자리잡고 있다. 여름이 되면 이 주차공간이 물놀이를 하러 온 사람들로 인해 꽉 차게 되는 광경을 볼 수 있다.
주변에 많은 음식점이 자리잡고 있다. 관광지로써의 개발에 착수한 이후로 나날이 발전하고 있는 모습을 볼 수 있다. 여행객들의 유입이 많아지면서 상권도 활발해졌다.

## 참고 문헌
1. 『제주의 물, 용천수』 (제주도, 1999)
2. 『생명의 젖줄, 우리시의 용천수』(서귀포시, 1999)
3. 『제주의 명수 이용과 보전 방안』Ⅱ(제주발전연구원, 2005)
4. 남제주 생명의 원천 용천수를 찾아서』(남제주군의제21실천협의회, 2006)
5. 오창명, 『제주도 마을 이름의 종합적 연구』Ⅱ(제주대학교 출판부, 2007)
6. 정광중, 『제주지역 특화마을 육성을 위한 인재육성 프로그램 개발연구』-넙빌레물(제주특별자치도, 2009)
7. 박수진, "최영 장군, 몽골 목호 격퇴시킨 역사의 현장", 제주매일, 2014.12.22., https://www.jejumaeil.net/news/articleView.html?idxno=125798